# 로버트 포스터
로버트 포스터(Robert Forster, 1941년 7월 13일 ~ 2019년 10월 11일)는 미국의 배우이다. 《재키 브라운》(1997)으로 1998년 제70회 아카데미상 남우조연상 후보에 지명되었다.

## 출연 작품

### 영화
- 황금 눈에 비친 모습 (1967)
- 미디엄 쿨 (1969)
- 블랙홀 (1979)
- 엘리게이터 (1980)
- 델타 포스 (1986)
- 재키 브라운 (1997)
- 미 마이셀프 앤드 아이린 (2000)
- 멀홀랜드 드라이브 (2001)
- 럭키 넘버 슬레븐 (2006)
- 디워 (2007)
- 디센던트 (2011)
- 백악관 최후의 날 (2013)
- 오토마타 (2014)
- 런던 해즈 폴른 (2016)
- 더 리벤지 (2017) - 척 역
- Small Town Crime (2017)
- 댐즐 (2018)
- 왓 데이 해드 (2018) - 버트 역
- Bigger: The Joe Weider Story (2018)
- 브레이킹 배드 무비: 엘 카미노 (2019)

### 텔레비전
- 히어로즈 (2007-08)
- 알카트라즈 (2012)
- 브레이킹 배드 (2013)
- 트윈 픽스 (2017)
- 베터 콜 사울 (2020)